# Повреждённый блок
Повреждённый блок (англ. bad sector, bad block, повреждённый сектор, в любительской литературе — битый блок) — сбойный (не читающийся) или ненадёжный сектор жёсткого диска или блок на твердотельном накопителе с повреждённой ячейкой; кластер, содержащий сбойные блоки, или кластер, помеченный таковым в структурах файловой системы (операционной системой, утилитами обслуживания томов или же вирусом для собственного использования).
Наиболее вероятная причина появления повреждённых блоков — недозапись блоков данных из-за отключения питания. Среди других возможных причин на дисковых накопителях — износ магнитного покрытия диска, мельчайшие частицы пыли, просочившиеся через фильтр, механические повреждения при ударе. У твердотельных накопителей возможная причина — выход из строя ячейки памяти, при этом у твердотельных накопителей функция управления повреждёнными ячейками, как правило, реализуется средствами контроллера, которым обеспечивается их выявление и замена на резервные ячейки. Кроме того, для всех типов устройств причинами возникновения повреждённых блоков могут быть погрешности изготовления и воздействие компьютерных вирусов.